# آب كرة
آب كرة (كوشك) (بالفارسية: ابکره) هي قرية تقع في إيران في محافظة خوزستان. في الإحصاء السكاني عام 2006، قدّر عدد سكانها بـ 112 نسمة.